# Mouhssine Iajour
Mouhssine Iajour, również Mouhcine Yajour (arab. محسن ياجور ur. 14 czerwca 1985 w Casablance) – marokański piłkarz grający na pozycji napastnika w sezonie 2021/2022 w Renaissance Zemamra.

## Kariera

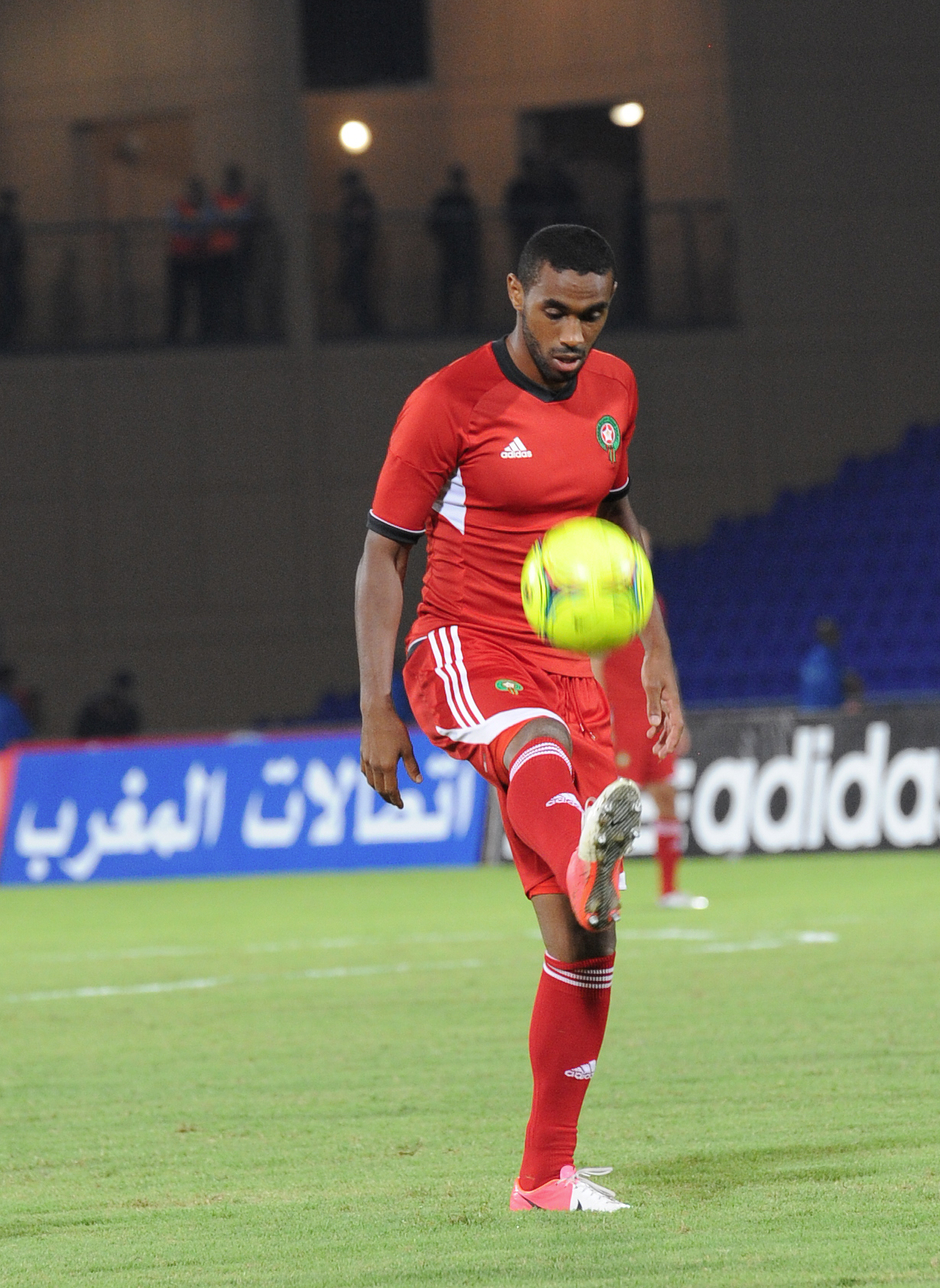
Mouhssine Iajour w koszulce ojczystej reprezentacji

### Początki i występy za granicą
Mouhssine Iajour rozpoczynał karierę w Rai Casablanca. Przebijał się przez szczeble młodzieżowe, a 1 lipca 2003 roku trafił do 1. zespołu. Po raz pierwszy zagrał tam jednak dopiero 23 lutego 2005 roku w meczu pucharu CAF przeciwko Enyimba Aba.  Do czasu kolejnego transferu Mouhssine Iajour rozegrał 6 meczów. W sezonie 2003/2004 zdobył z zespołem mistrzostwo kraju, a w kolejnym puchar kraju. 1 lipca 2007 roku po raz pierwszy wyjechał za granicę, do FC Chiasso. Pierwszy mecz rozegrał tam 28 października 2007 roku w meczu przeciwko SC Cham, przegranym 0:2. Pierwsze dwie bramki strzelił tam 9 listopada 2007 roku w meczu przeciwko FC Wohlen, ówczesnemu liderowi tabeli. Mecz zakończył się wynikiem 3:1. Łącznie w szwajcarskim zespole rozegrał 19 meczów i strzelił 7 goli. Kolejnym klubem Marokańczyka był RSC Charleroi, do którego dołączył 3 lipca 2008 roku. Zadebiutował tam 27 września 2008 roku w starciu przeciwko KV Kortrijk. Pierwszą bramkę marokański napastnik w tym zespole strzelił 25 października 2007 roku w meczu przeciwko KSC Lokeren, zremisowanym 1:1. Pierwsza asysta padła dopiero w sezonie 2009/2010; 16 sierpnia 2009 roku w starciu przeciwko Beerschot AC, wygranym 1:0. Łącznie w belgijskim zespole Mouhssine Iajour rozegrał 28 meczów, strzelił 4 gole i zaliczył jedną asystę.

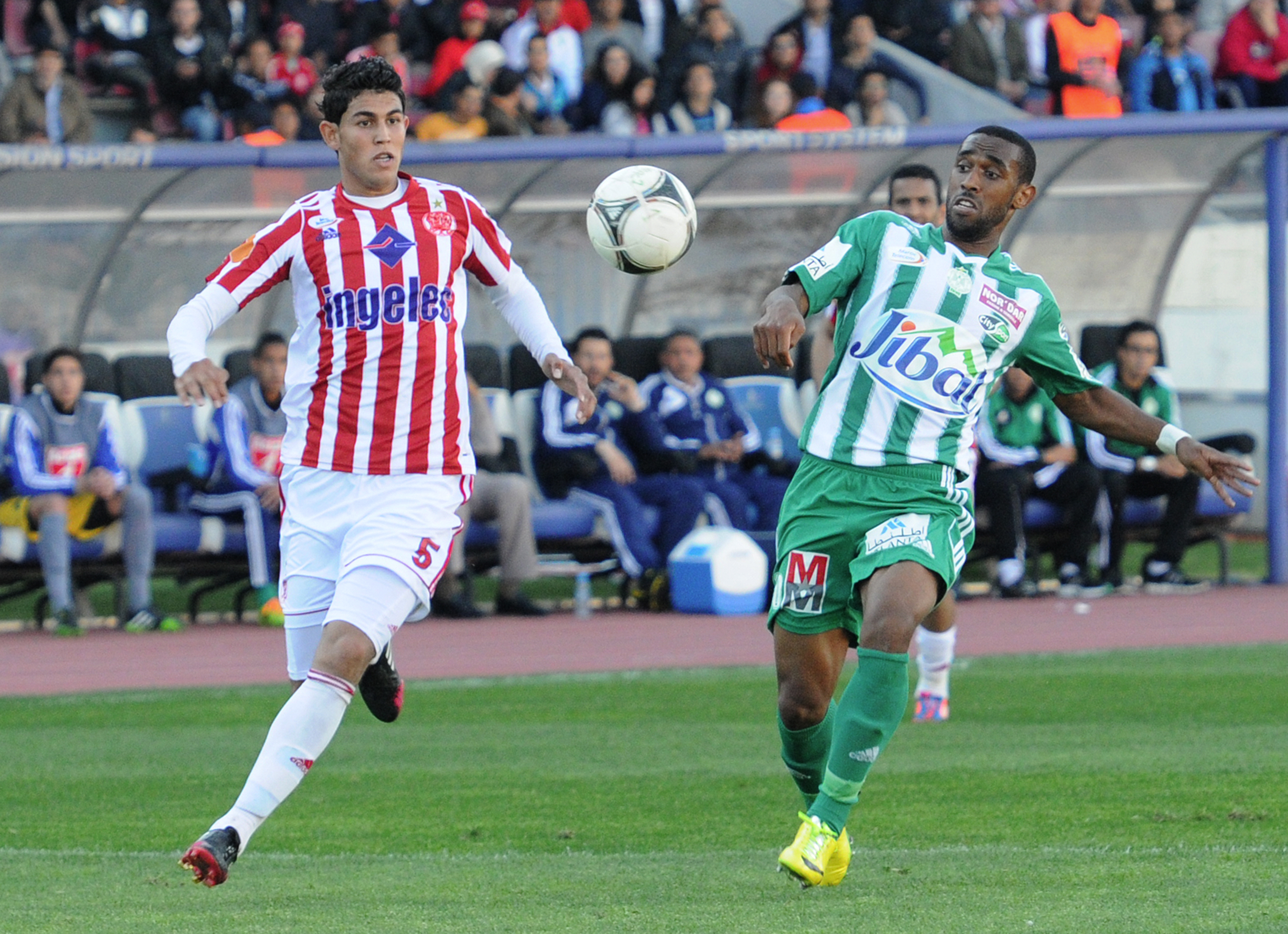
Mouhcine Iajour w koszulce Rai Casablanca (po prawej)

### Powrót do Maroka i Brązowa Piłka
Po występach w Szwajcarii i Belgii Mouhssine Iajour powrócił do Maroka, a konkretnie do Wydadu Casablanca, do którego przyszedł 1 lipca 2010 roku. Pierwszy mecz rozegrał tam 3 kwietnia 2011 roku w meczu pucharu CAF przeciwko Kano Pillars FC, zakończonym bezbramkowym remisem. Pierwsza bramka i asysta padła 25 maja 2011 roku w meczu przeciwko Simba SC, wygranym 0:3. Łącznie w tym klubie zagrał w 21 spotkaniach, strzelił 6 goli i zanotował 3 asysty. 1 lipca 2012 roku wrócił do klubu, którego jest wychowankiem, czyli Rai Casablanca. Ponownie zadebiutował tam 16 września 2012 roku w spotkaniu przeciwko FUSowi Rabat; w tym meczu strzelił 2 bramki. Pierwszą asystę zaliczył w kolejnym meczu, w spotkaniu przeciwko Rai Beni Mellal, który został wygrany przez jego drużynę 0:1. W sezonie 2013/2014 awansował do finału klubowych mistrzostw świata, po drodze strzelając 2 bramki i notując asystę. Za swoje występy na tym turnieju dostał Brązową Piłkę. Łącznie w tym okresie gry w tym klubie rozegrał 65 meczów, strzelił 19 goli i zanotował 8 asyst. W sezonach 2011/2012 oraz 2012/2013 ponownie zdobył puchar kraju, a w 2012/2013 mistrzostwo. 4 sierpnia 2014 roku przeniósł się do Moghrebu Tétouan. Zadebiutował tam 23 sierpnia 2014 roku w meczu przeciwko Rai Casablanca, zremisowanym 1:1, a pierwsza bramka w jego wykonaniu w tym zespole padła 27 września 2014 roku w meczu przeciwko OC Safi, wygranym 0:2. Łącznie w zespole z Tetuanu Mouhssine Iajour rozegrał 32 mecze i strzelił 17 bramek. Mouhssine Iajour wystąpił z tym klubem po raz drugi w karierze na klubowych mistrzostwach świata, ale odpadł po rundzie kwalifikacyjnej.

### Gra w Katarze
1 lipca 2015 roku Mouhssine Iajour ponownie wyjechał za granicę, tym razem do Kataru, a konkretnie do Qatar SC. Po raz pierwszy założył koszulkę tego klubu 12 września 2015 roku w starciu przeciwko Al-Kharitiyath SC przegranym 2:1, a pierwszą bramkę strzelił 2 października 2015 roku w spotkaniu przeciwko Umm-Salal FC, zremisowanym 2:2. Łącznie w tym klubie Mouhssine Iajour rozegrał 15 meczów i strzelił 7 bramek. Kolejnym katarskim klubem Mouhssina Iajoura był Al-Ahli SC, do którego przeszedł 31 stycznia 2016 roku na zasadzie wypożyczenia. Zadebiutował tam 4 lutego 2016 roku w starciu przeciwko Al-Sadd SC, zremisowanym 1:1. Wszystkie bramki w tym zespole strzelił w kolejnym meczu. Ów mecz odbył się 10 kwietnia 2014 roku, a zespół Marokańczyka zagrał przeciwko Al-Duhail SC. Jego drużyna wygrała 4:5, a Mouhssine Iajour strzelił 3 gole. Łącznie w tym katarskim zespole Mouhssine Iajour zagrał 3 mecze i strzelił tyle samo goli. 30 czerwca 2016 roku powrócił z wypożyczenia, ale dzień później znalazł kolejny zespół – Al-Khor SC.  Zadebiutował tam 16 września 2016 roku w starciu przeciwko Umm Salal FC. W debiucie strzelił gola, ale jego drużyna przegrała 2:1. Pierwszą asystę zaliczył 20 października 2016 roku w starciu przeciwko Al-Gharafa SC, przegranym 1:2. Łącznie w tym zespole rozegrał 19 meczów, strzelił 5 goli i zanotował 2 asysty.

### Gra od 2017 roku
25 lipca 2017 roku Mouhssine Iajour ponownie powrócił do Rai Casablanca. Ponowny debiut zaliczył tam 23 sierpnia 2017 roku w starciu przeciwko Olympique Dcheira, zremisowanym 0:0, ale już 4 dni później przeciwko temu samemu zespołowi strzelił pierwszą bramkę oraz zanotował trzy asysty, a jego zespół wygrał 1:4 i awansował do kolejnej rundy. Łącznie w tym zespole po powrocie rozegrał 90 meczów, strzelił 51 goli i zanotował 11 asyst. W sezonie 2017/2018 został królem strzelców GNF 1, w 2018 roku zdobył Super Puchar CAF, a w sezonie 2018/2019 Afrykański Puchar Konfederacji. 21 lipca 2019 roku wyjechał do Arabii Saudyjskiej, a konkretnie do Damac FC. Zadebiutował tam 22 sierpnia 2019 roku w starciu przeciwko Al-Nasr, przegranym 2:0, a pierwsze dwie bramki strzelił 13 września 2019 roku przeciwko Ittihadowi FC, wygranym 2:1. Łącznie w tym zespole rozegrał 13 meczów i strzelił 3 bramki. 10 stycznia podpisał kontrakt z Renaissance Berkane. Zadebiutował tam 26 stycznia 2020 roku w starciu przeciwko ESAE FC, wygranym 1:5. Pierwsze dwie bramki padły już 1 marca 2020 roku w meczu przeciwko El Masry, zremisowany, 2:2. Pierwsze dwie asysty w tym klubie zaliczył 7 października 2020 roku w starciu przeciwko Moghrebowi Tétouan, wygranym 4:1. W 2020 roku zdobył z tym klubem puchar CAF. Łącznie w tym zespole rozegrał 34 mecze, strzelił 9 goli i zanotował 2 asysty.
1 stycznia 2022 roku został graczem Renaissance Zemamra.

## Kariera reprezentacyjna
Mouhcine Iajour zadebiutował w reprezentacji 18 lutego 2004 roku w starciu ze Szwajcarią, w spotkaniu strzelił gola. Łącznie rozegrał tam 16 meczów i strzelił 7 bramek.

## Życie prywatne
Ma brata Hamzę, również piłkarza.